# Michael Collins (film)
A Michael Collins (eredeti cím: Michael Collins) 1996-os, amerikai-ír-angol koprodukcióban készült történelmi film, Neil Jordan rendezésében. Liam Neeson alakítja Michael Collinst, aki a Nagy-Britannia elleni, XX. század eleji, ír függetlenségi harc egyik vezető alakja volt.

## Cselekmény
|  | Alább a cselekmény részletei következnek! |

Az 1916-os húsvéti felkelés végén az ostromló ír köztársaságiak megadják magukat a brit hadseregnek a köztársaságiak dublini főhadiszállásán. A felkelés vezetőit, köztük Patrick Pearset, Thomas MacDonaght, Tom Clarke-ot és James Connollyt kivégzik. Egyedül Éamon de Valera életét kímélik meg a kivégzéstől amerikai állampolgársága miatt, de őt  Michael Collins és Harry Boland mellé bebörtönzik.
Az 1918-as írországi általános választások eredményeként a győztes Sinn Féin párt egyoldalúan kikiáltja az ír függetlenséget, és ezzel megkezdődik az ír függetlenségi háború. De Valerát elnökké választják, Collinst pedig a létrejövő Ír Köztársasági Hadsereg (IRA) hírszerzési igazgatójává nevezik ki. Ned Broy nyomozó, aki hivatalosan a lojalista G hadosztály tagja, szimpatizál a függetlenség ügyével, és felhívja Collins figyelmét, hogy a britek még aznap este le akarják tartóztatni az egész kabinetet. De Valera, aki érzi, hogy a letartóztatása világméretű felháborodást váltana ki, lebeszéli kabinetjét arról, hogy bujkáljon, és rábeszéli őket, hogy hagyják a letartóztatásukat. Collins és Boland megússzák az őrizetbe vételt. 
Collins, mint az utolsó még életben lévő, szabad vezető, Broy segítségével kémelhárítási kampányba kezd. Az IRA dublini brigádja számos gyilkosságot hajt végre ügynökök és ír kollaboránsok ellen. De Valera hamarosan kiszabadul a börtönből, és bejelenti, hogy az Egyesült Államokba megy, hogy Woodrow Wilson elnöknél kérje az Ír Köztársaság hivatalos elismerését. A háború elfajul, a britek egy Soames nevű SIS-tisztet (SIS a brit titkosszolgálat) bíznak meg az Ír Köztársasági Hadsereggel szembeni fellépéssel, de ő és több ügynöke meghal egy Collins által szervezett támadásban. Megtorlásként a Black and Tans-t (brtiekhez hű csendőrök) Dublinba küldik, hogy brutálisan elnyomja a független Írországot támogató fegyvertelen polgárokat, ami a Croke Parkban elkövetett mészárlásban csúcsosodik ki, ahol 14 embert gyilkolnak meg egy futballmérkőzés közben. A britek rájönnek, hogy Broy Collinsnak nyújtott segítséget, ezért meggyilkolják. 
De Valera visszatér az USA-ból, miután nem tudta megszerezni Wilson elnök támogatását. De Valera elrendeli, hogy az Ír Köztársasági Hadseregnek hagyományos hadseregként kell harcolnia, bár Collins tudja, hogy ez csak újabb vereséghez vezetne a Brit Birodalom erejével szemben. A béke biztosításához való hajthatatlan hozzáállása miatt de Valera elrendeli a vámház ostromát, de az Ír Köztársasági Hadsereg súlyos veszteségeket szenved, és a támadás katasztrofálisan kudarcba fullad. Annak ellenére, hogy az Ír Köztársasági Hadsereg kétségbeejtő helyzetbe került, a britek váratlanul a konfliktus beszüntetésére szólítanak fel.
Collinst Londonba küldik, hogy tárgyaljon az angolokkal és 1921-ben aláírja az angolokkal a szerződést, amiben az áll, hogy az Ír Köztársaság bár nem kapja meg azonnal a függetlenséget, de a szerződés lehetővé teszi, hogy Írország idővel elnyerje azt, miközben a köztes időszakban brit fennhatóság alatt marad, valamint elveszít hatot a kilenc Ulsteri megyéből, amelyek brit ellenőrzés alatt maradnak (Észak-Írország). De Valera, aki az Ír Köztársaság feltétel nélküli függetlenségére törekedett, dühös lesz amikor ezt megtudja, és ő és támogatói, köztük Boland, tiltakozásul lemondanak. Az ezt követő népszavazás támogatja a szerződés feltételeit, de de Valera elutasítja az eredményt, és 1922-ben támadást vezet a dublini Four Courts (Írország legjelentősebb bírósági épülete) ellen. A Collins parancsot ad a Nemzeti Hadseregnek, hogy visszafoglalja a bíróság épületét. Az ezt követő dublini csatában Bolandot meggyilkolják.
Collins barátja halálának hírére összetörten utazik West Corkba, ahol de Valera bujkál, hogy közvetítsen a béke érdekében. Collinst azonban de Valera társai félrevezetik, és csapdába csalják és út közben a merénylők egy domb tetejéről megölik. Kitty Kiernan, Collins szerelme, éppen akkor értesül Collins haláláról, amikor az esküvői ruhát próbál.
|  | Itt a vége a cselekmény részletezésének! |

## Szereplők
| Szereplő                   | Színész              | Magyar hang      |
| -------------------------- | -------------------- | ---------------- |
| Michael Collins            | Liam Neeson          | Helyey László    |
| Harry Boland               | Aidan Quinn          | Kautzky Armand   |
| Ned Broy                   | Stephen Rea          | Barbinek Péter   |
| Éamon de Valera            | Alan Rickman         | Rajhona Ádám     |
| Kitty Kiernan              | Julia Roberts        | Tóth Enikő       |
| Joe O`Reilly               | Ian Hart             | Háda János       |
| Liam Tobin                 | Brendan Gleeson      | Hankó Attila     |
| Tom Cullen                 | Stuart Graham        | Galbenisz Tomasz |
| Smith                      | Sean McGinley        | Balázsi Gyula    |
| Cathal Brugha              | Gerard McSorley      | Konrád Antal     |
| Collins merénylője         | Jonathan Rhys Meyers | Minárovits Péter |
| Soames                     | Charles Dance        | Várkonyi András  |
| Hoey                       | Gary Whelan          | Albert Péter     |
| Arthur Griffith            | Owen Roe             | Salinger Gábor   |
| Káplán a Lincoln-börtönben | Aiden Grennell       | Bodor Tibor      |

## Filmzene
Elliot Goldenthal filmzenéjét a legjobb eredeti drámai filmzene Oscar-díjára jelölték.
Sinéad O’Connor és Frank Patterson ír tenor is közreműködött a filmzenéhez. A filmzene album 1996. október 1-én jelent meg.

### Számlista
1. "Easter Rebellion" (3:15) – Sinéad O'Connor közreműködésével
2. "Fire and Arms" (1:40)
3. "Train Station Farewell" (1:55)
4. "Winter Raid" (2:37)
5. "Elegy for a Sunday" (3:07)
6. "Football Match" (1:49)
7. "On Cats Feet" (4:27)
8. "Defiance and Arrest" (1:49)
9. "Train to Granard" (1:30)
10. "Boland Returns (Kitty's Waltz)" (1:18)
11. "His Majesty's Finest" (2:11)
12. "Boland's Death" (1:38)
13. "Home to Cork" (1:19)
14. "Civil War" (2:10) – Sinéad O'Connor közreműködésével
15. "Collins' Proposal" (1:25)
16. "An Anthem Deferred" (1:44)
17. "She Moved Through the Fair" (4:55) – Sinéad O'Connor közreműködésével
18. "Funeral/Coda" (4:32)
19. "Macushla" (3'29) – Frank Patterson közreműködésével

## Forgatás
Michael Cimino írt egy forgatókönyvet, és több mint egy éven át részt vett egy lehetséges Collins-film előkészítő munkálataiban az 1980-as évek végén, és Gabriel Byrne-t képzelték el főszereplőnek. Ciminót azonban a költségvetéssel kapcsolatos aggályok miatt kirúgták. 
Neil Jordan filmes naplójában megemlíti, hogy Kevin Costner is érdeklődött egy Michael Collinsról szóló film iránt, és Mick címmel akarta leforgatni. 
A végül Neil Jordan által forgatott és rendezett film nemzetközi koprodukció volt írországi és amerikai cégek között. 25 millió dollárra becsült költségvetésével, amelyből 10-12%-ot az Irish Film Board finanszírozott, ez volt akkoriban az egyik legdrágább film, amelyet valaha Írországban készítettek. A forgatás alatt az IRA-val kötött tűzszünet hatására a film bemutatóját júniusról decemberre halasztották Angliában és Írországban is, végül 1996. november 8-án mutatták be mindkét országban. A tűzszünet vezetett ahhoz is, hogy a Warner Bros. vezetője, Rob Friedman nyomást gyakorolt a rendezőre, hogy forgassa újra a befejezést, hogy az Collins és Kiernan közötti szerelmi történetre koncentráljon, ezzel próbálva elkerülni az angol-ír tárgyalások megszakadását.
Számos ír színész jelentkezett a meghallgatásra de Valera szerepére. Jordan John Turturroval tárgyalt a szerepről, mielőtt Alan Rickmant választotta volna. Jordan eredetileg Stephen Rea-t képzelte el Harry Boland szerepében, de aztán úgy döntött, hogy Broy szerepe nagyobb kihívást jelentene Rea-nak. Matt Dillon és Adam Baldwin is részt vettek a  meghallgatáson. Michael Collins dédunokaöccse (Aengus O'Malley) is kapott egy kis szerepet, egy diákot játszott a könyvtárban. A filmet 1995. július 2. és 1995. szeptember 29. között forgatták Írországban.

## Történelmi visszhang
Bár a film történelmi eseményeken alapul, tartalmaz néhány kitalációt, például Harry Boland halálának és Ned Broy sorsának dramatizált körülményeit, valamint a Croke Parkban történt véres vasárnapi események előzményeit. Neil Jordan azzal védte filmjét, hogy nem adhatott teljesen pontos képet az eseményekről, mivel egy kétórás filmről volt szó, amelyet egy olyan nemzetközi közönség számára is érthetővé kellett tenni, amely nem ismeri az ír történelem apró részleteit. A film DVD-kiadásán található dokumentumfilm a film fikciós vonatkozásait is tárgyalja.
Roger Ebert kritikus a de Valerától származó záró idézetre, miszerint a történelem a saját kárán fogja igazolni Collinst, úgy utalt, hogy "még Deva (de Valera) is aligha tudta volna elképzelni ezt a Collins-életrajzot, amely De Valerát gyenge, modoros, nyafogó primadonnának ábrázolja, akinek nagyképűsége évtizedekig tartó felesleges vérontáshoz vezetett Írországban." 
Alan Rickman szerint a forgatókönyvben volt egy jelenet, amely egyértelművé tette, hogy az ő karakterének semmi köze Michael Collins halálához. Ezt azonban kivágták (vagy a rendező, vagy a stúdió nyomására), hogy inkább a romantikus, mintsem a politikai befejezésre koncentráljanak. Jordan azt mondta, hogy soha nem állt szándékában azt sugallni, hogy de Valera keze benne volt a merényletben..
Boland nem a film által sugallt módon halt meg. A Dublin megyei Skerriesben, a dublini csata után a The Grand Hotelben  az Ír Szabadállam katonáival folytatott csetepatéban lőtték le. A szállodát azóta lebontották, de az épület helyén egy emléktáblát helyeztek el. A filmben elhangzó utolsó szavai ("Elkapták már Mick Collinst?") egy ismert mondáson alapulnak. 

## Bevétel
A Michael Collins 1996. október 11-én mutatták be hat moziban az Egyesült Államokban, és 182 221 dolláros hétvégét csinált. Két héttel később 748 moziba került, és a hétvégén 2 409 761 dollárt hozott. Az Egyesült Államokban és Kanadában 11 millió dolláros bevételt ért el. 1996. november 8-án az Egyesült Királyságban és Írországban 247 moziban mutatták be, és a nyitóhétvégén 1 160 575 font nyitóhétvégi bevétellel az első helyen nyitott a kasszáknál. A nyitóbevételben 442,867 font is benne volt az Ír Köztársaságból, ami rekordnyitást jelentett az országban. A film több mint 6,5 millió fontot hozott az Egyesült Királyságban és Írországban. A film akkoriban, minden idők legnagyobb bevételt hozó filmje lett Írországban, megelőzve az addigi rekordernek számító Jurassic Parkot, 4,27 millió ír font (6,7 millió dollár) bevétellel.

## Kritikai visszhang
A film általában pozitív kritikákat kapott a kritikusoktól, de egyesek kritizálták történelmi pontatlanságai miatt. A Rotten Tomatoes-on 49 kritika alapján 78%-os tetszési indexe van, 6,90/10-es átlagértékeléssel.

## Díjak és jelölések
- Oscar-díj
  - jelölés: legjobb eredeti filmzene (Elliot Goldenthal)
  - jelölés: legjobb operatőr (Chris Menges)
- Golden Globe-díj
  - jelölés: legjobb eredeti filmzene (Elliot Goldenthal)
  - jelölés: legjobb férfi főszereplőnek – filmdráma (Liam Neeson)
- BAFTA-díj
  - jelölés: legjobb operatőr (Chris Menges)
  - jelölés: legjobb férfi mellékszereplő (Alan Rickman)

## Fordítás
- Ez a szócikk részben vagy egészben  a   Michael Collins (film) című angol Wikipédia-szócikk fordításán alapul.  Az eredeti cikk szerkesztőit annak laptörténete sorolja fel. Ez a jelzés csupán a megfogalmazás eredetét és a szerzői jogokat jelzi, nem szolgál a cikkben szereplő információk forrásmegjelöléseként.